# Памятник Ленину (Таганрог, площадь Восстания)
Памятник Ленину — многофигурная скульптурная композиция, установленная в Таганроге в 1935 году на площади Восстания, перед зданием железнодорожного вокзала. Скульптор — Д. А. Якерсон. Уничтожен в 1941 году. Один из нескольких памятников Ленину в Таганроге.

## Памятник
Скульптор — Д. А. Якерсон. Памятник представлял собой высокий бетонный постамент, выполненный в виде фрагмента броневика, на котором стояла скульптурная группа. В центре — Владимир Ленин, вокруг — фигуры солдата, рабочего и работницы (фигура женщины — скульптурный портрет революционерки М. Питериной). На земле, впереди монумента, по обе его стороны находились ещё две скульптуры: лётчика и танкиста.

## История
Памятник Ленину был установлен и открыт в 1935 году на площади Восстания, перед зданием железнодорожного вокзала. Осенью  1941 года памятник был уничтожен немецкими властями при оккупации Таганрога. Новый памятник был возведён в 1970 году.
В послевоенные годы на месте уничтоженного памятника построили летнее кафе, а в наши дни там находится рыбный ресторан «Баттерфиш».